# Serromyia flaviventris
Serromyia flaviventris är en tvåvingeart som beskrevs av Remm 1993. Serromyia flaviventris ingår i släktet Serromyia och familjen svidknott. Inga underarter finns listade i Catalogue of Life.